# Бурхан (имя)
Бурхан (араб. برهان‎) — мужское имя арабского происхождения, в переводе с арабского означает «доказательство», «довод», «аргумент»
.
Распространено у многих народов, исповедующих ислам.

## Фамилии
- Бурханов